# Oritoniscus ocellatus
Oritoniscus ocellatus är en kräftdjursart som beskrevs av Albert Vandel1953. Oritoniscus ocellatus ingår i släktet Oritoniscus och familjen Trichoniscidae. Inga underarter finns listade i Catalogue of Life.